# Zutto feat. HAN-KUN & TEE
《Zutto feat. HAN-KUN & TEE》是日本音響系統SPICY CHOCOLATE第7張專輯的收錄曲，由Delicious Deli Records於2012年9月5日發行。

## 簡介
歌曲以一對位於異地的戀人為主角，描述兩人高中開始交往，畢業後繼續遠距離愛情的故事，並以「永不改變的感情」作為故事的主題。

## 音樂錄影帶
歌曲的音樂錄影帶於神奈川縣橫濱市的港未來町拍攝，並由黑島結菜飾演女主角。
音樂錄影帶的宣傳版本用於NTT DOCOMO的電視廣告〈連接思想〉篇，公開後獲得廣泛關注，歌曲也因此成為熱門話題。

## 外部連結
- 官方网站
- YouTube上的〈ずっと feat. HAN‐KUN & TEE〉 Short Ver.
- YouTube上的〈ずっと feat. HAN‐KUN & TEE〉 CM Ver. Lyric Video